# Placówka Straży Granicznej I linii „Beskid Klauza”
Placówka Straży Granicznej I linii „Beskid Klauza” – jednostka organizacyjna Straży Granicznej pełniąca służbę ochronną na granicy polsko-czechosłowackiej w okresie międzywojennym.

## Formowanie i zmiany organizacyjne
Na wniosek Ministerstwa Skarbu, uchwałą z 10 marca 1920 roku, powołano do życia Straż Celną. Od połowy 1921 roku jednostki Straży Celnej rozpoczęły przejmowanie odcinków granicy od pododdziałów Batalionów Celnych. Proces tworzenia Straży Celnej trwał do końca 1922 roku. Placówka Straży Celnej „Beskid Klauza” weszła w podporządkowanie komisariatu Straży Celnej „Ludwikówka”.
Rozporządzeniem Prezydenta Rzeczypospolitej Polskiej Ignacego Mościckiego z 22 marca 1928 roku, do ochrony północnej, zachodniej i południowej granicy państwa, a w szczególności do ich ochrony celnej, powoływano z dniem 2 kwietnia 1928 roku  Straż Graniczną.
Rozkazem nr 5 z 16 maja 1928 roku w sprawie organizacji Małopolskiego Inspektoratu Okręgowego dowódca Straży Granicznej gen. bryg. Stefan Pasławski określił strukturę organizacyjną komisariatu SG „Ludwikówka”. Placówka Straży Granicznej I linii „Beskid Klauza” znalazła się w jego strukturze.
Na początku 1939 roku 1 pułk piechoty KOP „Karpaty” przejął od Straży Granicznej odcinek granicy polsko-węgierskiej. Placówka Straży Granicznej I linii „Beskid Klauza” została rozwiązana. Batalion KOP „Delatyn” zorganizował między innymi strażnicę KOP „Beskid Klauza”.

## Służba graniczna
Sąsiednie placówki:
- placówka Straży Granicznej I linii „Wyżków” ⇔ placówka Straży Granicznej I linii „Klauza”− 1928[6]

## Kierownicy/dowódcy placówki
| stopień          | imię i nazwisko, numer | okres pełnienia służby | kolejne stanowisko |
| ---------------- | ---------------------- | ---------------------- | ------------------ |
| starszy strażnik | Józef Jasik            | 1929 – 1930            | placówka Wyszków   |
| przodownik       | Antoni Kasperkowiak    | 1934 – 1939            |                    |